# Адеринсола Есеола
Адеринсола Хабиб Есеола (на украински: Адерінсола Хабіб Есеола) е украински футболист, който играе на поста централен нападател. Състезател на Лвов.

## Кариера
Есеола е юноша на Полисия Житомир и Арсенал Киев.
На 6 юни 2018 г. Адеринсола подписва 18-месечен договор с Кайрат, с опция за допълнителна година. На 14 ноември 2019 г. украинецът подписва нов двугодишен договор с "отборът на народа". Той печели Висшата лига на Казахстан през сезон 2020 г.
През лятото на 2021 г. той се мести във Ворскла в Украинската Премиер лига, където изиграва само 2 мача и през януари 2022 г. напуска клуба.
На 25 юли 2022 г. Есеола е обявен за ново попълнение на Хебър. Дебютира на 29 юли при загубата с 0:1 като домакин на ЦСКА 1948.

## Успехи
Кайрат
- Висша лига на Казахстан (1): 2020
- Купа на Казахстан (1): 2018